# Okręt rzeczny
Okręt rzeczny – określenie niewielkich okrętów przeznaczonych do służby na wodach śródlądowych (rzekach, jeziorach, kanałach) i zalewach.
Do okrętów rzecznych zalicza się klasy okrętów m.in.:
- kuter uzbrojony (klasa hist.)
- kanonierka rzeczna (klasa hist.)
- monitor rzeczny (klasa hist.)
- taranowiec rzeczny (klasa hist.)
- rzeczna łódź patrolowa / Patrol Boat, River (klasa hist.)
- trałowiec rzeczny